# Carangoides chrysophrys
Carangoides chrysophrys és un peix teleosti de la família dels caràngids i de l'ordre dels perciformes.

## Morfologia
Pot arribar als 72 cm de llargària total i als 4.350 g de pes.

## Distribució geogràfica
Es troba des de les costes de l'Àfrica oriental fins a Fidji, les Illes Ryukyu i Nova Zelanda.